# Concentration corpusculaire moyenne en hémoglobine
 (avril 2017).
Si vous disposez d'ouvrages ou d'articles de référence ou si vous connaissez des sites web de qualité traitant du thème abordé ici, merci de compléter l'article en donnant les références utiles à sa vérifiabilité et en les liant à la section « Notes et références ».
 (avril 2017).
La concentration corpusculaire moyenne en hémoglobine (CCMH), ou concentration globulaire moyenne en hémoglobine (CGMH), est un paramètre sanguin donnant la concentration massique moyenne d'hémoglobine contenue dans un certain volume de globules rouges. Elle est calculée lors d'un hémogramme comme le rapport entre le taux d'hémoglobine (concentration de l'hémoglobine dans le sang) et l'hématocrite. La CCMH est généralement exprimée en g/100mL.
C'est l'une des trois principales constantes globulaires (ou érythrocytaires) avec le volume globulaire moyen (VGM) et la teneur corpusculaire moyenne en hémoglobine (TCMH).

## Intérêt
La chromie est un des paramètres utilisés pour classer les anémies et déterminer leur origine. Les autres points à analyser sont les valeurs des deux autres constantes érythrocytaires (VGM et TCMH), l'importance de la réticulocytose et une atteinte éventuelle des autres lignées sanguines (polynucléaires neutrophiles et plaquettes).

## Valeurs usuelles
Sa valeur normale dans l'espèce humaine est de 32 à 36 g/100 ml. On parle d'hypochromie si la CCMH est  inférieure à 32 et de normochromie quand elle est comprise entre 32 et 36. Il ne peut pas y avoir d'hyperchromie : au-delà d'une certaine concentration, l'hémoglobine précipite dans le globule rouge. Il existe trois situations où l'on peut retrouver une hyperchromie vraie : sphérocytose, hémoglobinopathie et diabète.
La CCMH peut se calculer à partir des valeurs du taux d'hémoglobine et de l'hématocrite comme indiqué ci-dessous. Ce calcul est actuellement effectué par les automates.
```
 taux d'hémoglobine x 100 (en g/100mL)        

--------------------
------------------- = CCMH (en g/100mL)
            
hématocrite
 (%)            
```

Par exemple : hémoglobine à 14 g/dL et hématocrite à 0,42 (parfois rendue sous la forme « 42 % ») : la CCMH est de 14 divisée par 0,42 soit 33,33 g/dL.
La chromie peut aussi se vérifier sur lame : l'analyse au microscope d'un frottis de sang confirmera par exemple la présence d'hématies anormalement pales en cas d'hypochromie.

## Valeurs pathologiques
Le caractère hypochrome d'une anémie oriente principalement vers trois grandes causes d'anémie : une anémie ferriprive (liée à une carence martiale ou à des hémorragies), une anémie inflammatoire ou un syndrome thalassémique.